# Oktamer histonowy
Oktamer histonowy – białkowy rdzeń, na który nawinięta jest helisa DNA u eukariontów. Zbudowany jest z histonów H2A, H2B, H3 oraz H4. Wraz z nawiniętym 146-nukleotydowym odcinkiem DNA (1,75 zawinięcia superhelisy toroidalnej ujemnej) tworzy cząstkę rdzeniową, którą można otrzymać w wyniku trawienia mikrokokową nukleazą.
Ma on postać spłaszczonego cylindra o wysokości 5,7 nm i średnicy 11 nm. Oktamer histonowy tworzą tetramer histonów argininowych (dwa histony H3 i dwa H4) oraz dwa dimery histonów lizynowych (H2A i H2B). Masa cząsteczkowa tego kompleksu białkowego (a więc bez nawiniętej nici DNA) wynosi 108 kDa.
Nawinięcie DNA na oktamer histonowy powoduje jego około sześciokrotne skrócenie – ma to istotne znaczenie przy pakowaniu długiej cząsteczki DNA na stosunkowo małym obszarze jądra komórkowego